# Departamental (station)
Departamental är en tunnelbanestation i tunnelbanesystemet Metro de Santiago i Santiago i Chile. Nästföljande station i riktning mot Vespucio Norte är Lo Vial och i riktning mot La Cisterna Ciudad del Niño.